# Nuestra Señora del Refugio de los Pecadores

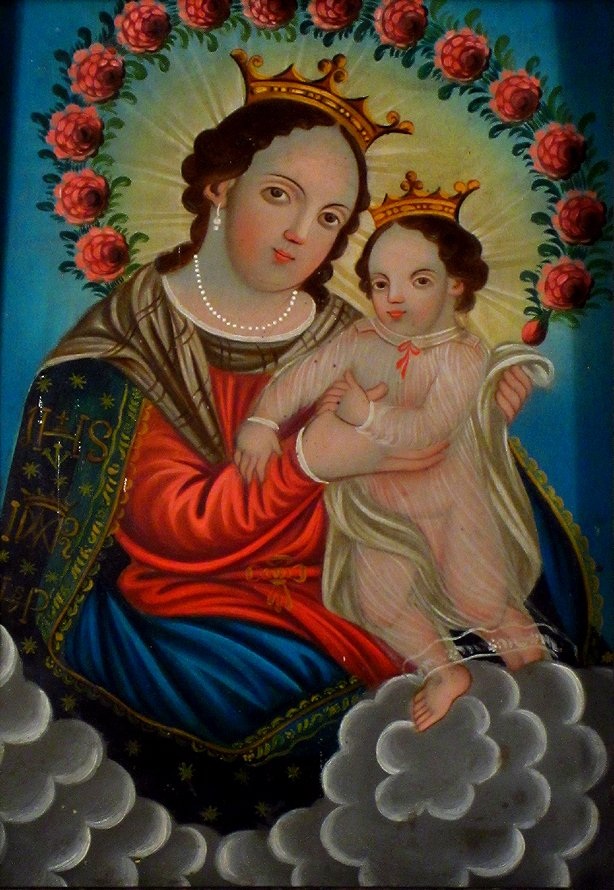
Imagen de Nuestra Señora refugio de los pecadores, retablo de 1875, en óleo sobre metal, de autor mexicano anónimo, de 14x10 in. que se conserva en el Brigham Young University Museum of Art

Nuestra Señora del Refugio de los pecadores también llamada Virgen del Refugio es una advocación de la  Santísima Virgen, como abogada, auxiliadora y mediadora ante  Jesucristo. El papa Clemente XI fue quien concedió la coronación pontificia bajo este título.
La Iglesia católica conmemora su festividad el 4 de julio.
Los motivos por los que el papa Clemente XI decidió su coronación fueron, por un lado, los continuos errores  cismáticos de los  jansenistas que lograron enfriar la devoción a la Virgen en los fieles y, por otro, las grandes pestes que asolaron Europa a principios del siglo XVIII y que provocaron gran cantidad de muertes, sobre todo en Francia e Italia.

## Primera imagen
La imagen de la «Virgen del Refugio», nombre por el que también es conocida, es una copia hecha por encargo del beato Antonio Baldinucci de la, también muy conocida, Virgen  de la Encina, para llevarla consigo en sus andanzas apostólicas debido asu celo por la conversión de los pecadores. Esta primera copia se encuentra en Frascati, ciudad de la provincia de Roma, alsureste de ella, camino de Nápoles. Al santuario allí ubicado y que está bajo la advocación de la «Virgen del refugio»,  es un centro de peregrinaciones muy conocido en el centro y sur de Italia.
A mediados del siglo XVIII los misioneros jesuitas llevaron copias de esta imagen a México y las dieron a conocer en los pueblos donde se desarrollaba su  misión. Como consecuencia de la devoción en aquellos pueblos mexicanos, muchos niños y niñas fueron bautizados con los nombres de Jesús o María del Refugio, llamados familiarmente  como «Cuco» o «Cuca» o «Cuquita».

## Rasgos típicos de esta advocación
Desde que el beato Antonio Baldinucci inició el fomento de su devoción, la particularidad que la distinguía era la de ser Refugio de los pecadores y arrepentidos así como la de ser especialmente mediadora ante su hijo  Jesucristo para obtener el perdón de los más empedernidos. Este rasgo tan significativo ha hecho que haya crecido la afluencia de peregrinos a los santuarios.

## Citas de los papas
El papa Juan Pablo II recalcó la peculiaridad de estos esos templos como lugares de conversión, de penitencia y de reconciliación con Dios en la homilía que dictó en el Santuario de Nuestra Señora de Zapopan el 30 de enero de 1979.
Su festividad se celebra el 4 de julio.